# 左汝霖

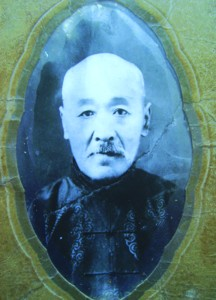

左汝霖（约1870年—1942年）字雨农，号施普，山东莱阳人。中国民主革命家，中华民国政治人物。

## 生平
左汝霖是清朝庠生，后留学日本。1905年8月中国同盟会在日本创立后，左汝霖、徐镜心、谢鸿焘、于鸿仪等人成为第一批会员。1906年初，刘冠三在济南创办山左公学，左汝霖、徐镜心等在该校任教。谢鸿焘、徐镜心等中国同盟会会员在烟台通伸村创立东牟公学，左汝霖等人被聘为教员。左汝霖是中国同盟会北方支部的领导人之一。后来还担任奉天警佐。
在奉天任职期间，正值辛亥革命爆发，1911年11月6日，左汝霖、徐镜心、张榕、陈幹等人在清军协统蓝天蔚的驻地北大营举行会议，秘密策划武装起义，驱逐清朝东三省总督赵尔巽，使东三省独立。会后，左汝霖等中国同盟会骨干分子分别赴庄河、复州、海城、辽阳、铁岭、开原、安东、凤城等地举行武装起义。左汝霖、刘艺舟等人领导安东起义，起义失败。此后，11月14日，赵尔巽解除蓝天蔚的兵权。中国同盟会于11月17日在奉天成立联合急进会，张榕任会长，徐镜心任副会长，左汝霖任秘书长，以继续推动武装起义。
1911年11月12日，革命党人在烟台起义，清朝登青莱兵备道道员徐世光逃跑。11月13日，烟台正式宣布独立。北洋水师舞凤号管带王传炯出任都督。但随后王传炯和革命党人矛盾激化。12月6日，左汝霖、徐镜心等人到达烟台。12月12日，北方共和急进会在烟台商业学堂成立。12月18日，北方共和急进会召集社会各界的代表在毓材学堂举行会议，推左汝霖为司令。王传炯则宣布戒严，并派兵包围学校，逮捕北方共和急进会成员，左汝霖、徐镜心等人被迫撤至大连。
1912年1月初，孙中山任命的关外大都督蓝天蔚率革命军到烟台，沪军都督府参谋长刘基炎也率军到烟台，王传炯乃逃跑。南北议和后，孙中山派胡瑛率军入驻烟台，成立都督府，任命刘基炎为登州镇守使，左汝霖为烟台镇守使。革命派各军在黄县、登州、文登、荣成等地进行革命活动。1月19日，左汝霖、丛琯珠等人率部光复文登，成立革命军分政府。1月23日，左汝霖等率部进占牟平城，驱逐了清朝州官刘印昌，并且成立军政府。1月27日，左汝霖到文登筹款开展北伐，遭到地主豪强拒绝，左汝霖乃强令其捐款。2月8日，反对革命的力量包围了文登城，捕杀大批革命党人和群众，丛琯珠等50多人被杀。一个月后，烟台派出部队再次光复文登，革命军处决了一批暴乱头目。
1月29日，左汝霖率部乘船登陆马山，不费一枪一弹占领荣成县城。左汝霖、刘培源等召集社会各界开会，成立军政府。1月30日，左汝霖率部回烟台。2月11日，荣成反对革命的势力复辟。3月2日，左汝霖率部再度光复荣成，并且清剿了荣成南部的残余敌人。
1913年，孙中山发动二次革命，1915年，蔡锷发动护国战争，左汝霖均响应。由于反对袁世凯称帝，左汝霖在天津遭到软禁，获名媛陆竹茹搭救而脱险，逃至大连。1916年5月，在护国战争中，革命军占领潍县，左汝霖出任潍县军务知事兼第一师参谋。后来，左汝霖历任山东西南招抚使、巨野县知事。他还曾任山东第一混成旅旅部军需官、东临道署顾问、山东东岸盐警督察员、东岸石岛区盐务警察长。1920年代，孙中山逝世后，左汝霖退出政界，寓居安东（今丹东）。
1942年前后，左汝霖病逝于安东（今丹东），享年73岁。

## 著作
- 《杜鹃声诗草》[1]

## 家庭
左汝霖育有二子一女。次子左鹏霄，中国共产党党员，曾任村国救会会长，1947年遭国民党还乡团杀害。左鹏霄之子为左曾山，中国共产党党员，曾任村党支部书记。孙子六人，其中最长者居台湾。